# Bomba betonowa

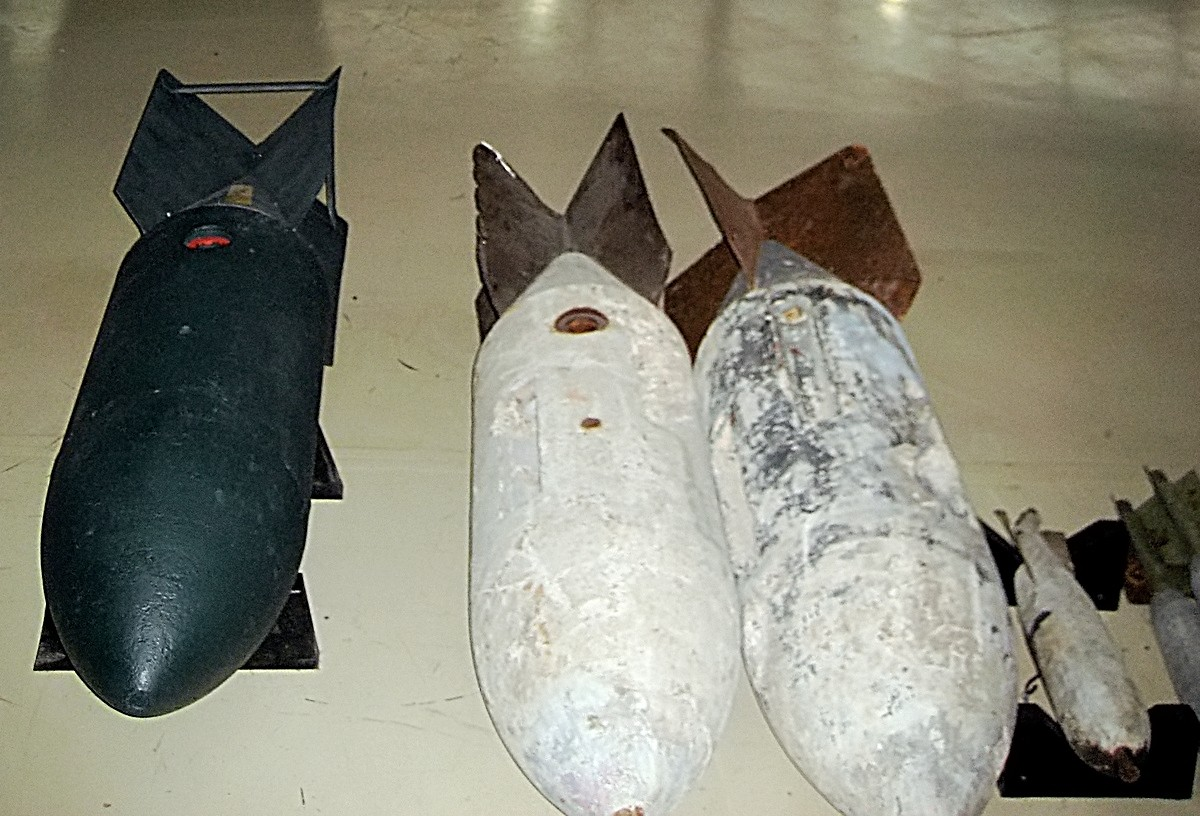
Niemieckie bomby lotnicze z okresu II wojny światowej: po lewej zawierająca 250 kg materiału wybuchowego, po prawej betonowe o wadze 250 i 50 kg

Bomba betonowa – bomba lotnicza zawierająca beton zamiast materiału wybuchowego, niszcząca cel przy użyciu energii kinetycznej spadającej bomby. Taka broń może być praktycznie zastosowana tylko wtedy, gdy jest skonfigurowana jako bomba naprowadzana laserowo lub precyzyjnego rażenia, ponieważ wymagane jest bezpośrednie trafienie w mały cel, aby spowodować znaczne uszkodzenia. Bomba betonowa używana jest zwykle do niszczenia pojazdów wojskowych i artylerii na obszarach miejskich w celu zminimalizowania szkód obiektów niebędących celem bombardowania i ofiar wśród ludności cywilnej.
Kierowana lub niekierowana bomba betonowa może być również wykorzystywana do szkolenia pilotów i personelu naziemnego, ze względu na zalety związane z kosztami (brak materiału wybuchowego lub zapalnika), łatwość precyzyjnego i dokładnego określenia punktu uderzenia, zminimalizowane uszkodzenia zasięgu bombardowania oraz zwiększone bezpieczeństwo (gdy bomba jest zrzucana, jest bezwładna). Bomba betonowa jest również wykorzystywana jako bomba ćwiczebna oraz do testowania i oceny samolotów oraz bomb, takich jak amerykańska BDU-50.
Bomby betonowe były używane przez Stany Zjednoczone podczas konfliktu w Iraku o strefy zakazu lotów oraz przez Francję podczas interwencji wojskowej w Libii w 2011 roku.